# Veľký vrch (geomorfologická část)
Veľký vrch je geomorfologická část v rámci podcelku Trebišovská tabule na jihozápadě Východoslovenské roviny.
Vystupuje v podobě asi 6 km dlouhého pásu pahorků v rovinatém území mezi obcemi Hraň, Sirník a Brehov, na pravém břehu řeky Ondavy. Nejvyšším bodem území je stejnojmenný Veľký vrch (272 m) na jižním konci. Z geologického hlediska je jednotka tvořena andezitovými vulkanity období středního miocénu (stáří přibližně 14,7 Ma) a je v podstatě souborem lávových proudů.
Veľký vrch představuje jeden ze tří obdobných vulkanických exotů, vyskytujících se na území Východoslovenské roviny. Zbývajícími dvěma jsou části Chlmecké pahorky a Tarbucka v podcelku Medzibodrocké pláňavy na jihu roviny.